# Championnat du Mozambique de football 2005
Navigation
Saison 2004 Saison 2006
La saison 2005 du Championnat du Mozambique de football est la vingt-neuvième édition du championnat de première division au Mozambique. Les douze meilleurs clubs du pays sont regroupés au sein d'une poule unique où ils s'affrontent deux fois, à domicile et à l'extérieur. En fin de saison, les trois derniers sont relégués et remplacés par les trois meilleurs clubs de deuxième division.
C'est le Clube Ferroviario de Maputo qui remporte le championnat cette saison après avoir terminé en tête du classement final, avec cinq points d'avance sur un duo composé du CD Costa do Sol et du Grupo Desportivo de Maputo. C'est le septième titre de champion du Mozambique de l'histoire du club.

## Les clubs participants
| - CD Costa do Sol - CD Maxaquene - Chingale de Tete - Promu de D2 - Clube Ferroviario de Maputo - Académica de Maputo - Promu de D2 - GD Companhia Têxtil do Punguè | - Clube Ferroviario de Nampula - FC Lichinga - Clube Ferroviário da Beira - Clube Ferroviário de Nacala - Promu de D2 - Grupo Desportivo de Maputo - CD Matchedje |

## Compétition

### Classement
Le barème utilisé pour établir le classement est le suivant :
- Victoire : 3 points
- Match nul : 1 point
- Défaite, forfait ou abandon : 0 point

| Rang | Équipe                        | Pts | J  | G  | N  | P  | Bp | Bc | Diff |
| ---- | ----------------------------- | --- | -- | -- | -- | -- | -- | -- | ---- |
| 1    | Clube Ferroviário de Maputo   | 46  | 22 | 13 | 7  | 2  | 34 | 7  | +27  |
| 2    | CD Costa do Sol               | 41  | 22 | 12 | 5  | 5  | 24 | 10 | +14  |
| 3    | Grupo Desportivo de Maputo    | 41  | 22 | 12 | 5  | 5  | 30 | 16 | +14  |
| 4    | CD Maxaquene                  | 38  | 22 | 10 | 8  | 4  | 15 | 11 | +4   |
| 5    | GD Companhia Têxtil do Punguè | 29  | 22 | 7  | 8  | 7  | 23 | 21 | +2   |
| 6    | Académica de MaputoP          | 27  | 22 | 7  | 6  | 9  | 18 | 25 | -7   |
| 7    | Clube Ferroviário da BeiraC   | 26  | 22 | 6  | 8  | 8  | 18 | 17 | +1   |
| 8    | Chingale de TeteP             | 26  | 22 | 6  | 8  | 8  | 18 | 24 | -6   |
| 9    | Clube Ferroviário de NampulaT | 25  | 22 | 5  | 10 | 7  | 10 | 13 | -3   |
| 10   | FC Lichinga                   | 24  | 22 | 5  | 9  | 8  | 13 | 22 | -9   |
| 11   | CD Matchedje                  | 15  | 22 | 3  | 6  | 13 | 12 | 28 | -16  |
| 12   | Clube Ferroviário de NacalaP  | 14  | 22 | 2  | 8  | 12 | 13 | 34 | -21  |

|  | Qualification pour la Ligue des champions de la CAF 2006                                        |
|  | Qualification pour la Coupe de la confédération 2006                                            |
|  | Relégation directe en deuxième division                                                         |
|  | T : Tenant du titre C : Vainqueur de la Coupe du Mozambique P : Club promu de deuxième division |

## Bilan de la saison
| Championnat du Mozambique de football 2005                             |                                        |
| Champion                                                               | Clube Ferroviário de Maputo (7e titre) |
| Coupes et trophées                                                     |                                        |
| Vainqueur de la Coupe du Mozambique 2005                               | Clube Ferroviário da Beira             |
| Qualifications continentales                                           |                                        |
| Ligue des champions de la CAF 2006                                     | Clube Ferroviário de Maputo            |
| Coupe de la confédération 2006                                         | Clube Ferroviário da Beira             |
| Promotions et relégations                                              |                                        |
| Promus en Moçambola                                                    | Sporting de Nampula                    |
| Promus en Moçambola                                                    | Estrela Vermelha de Maputo             |
| Promus en Moçambola                                                    | Benfica de Quelimane                   |
| Relégués en Championnat du Mozambique de football de deuxième division | FC Lichinga                            |
| Relégués en Championnat du Mozambique de football de deuxième division | CD Matchedje                           |
| Relégués en Championnat du Mozambique de football de deuxième division | Clube Ferroviário de Nacala            |